# Santa Maria della Luce

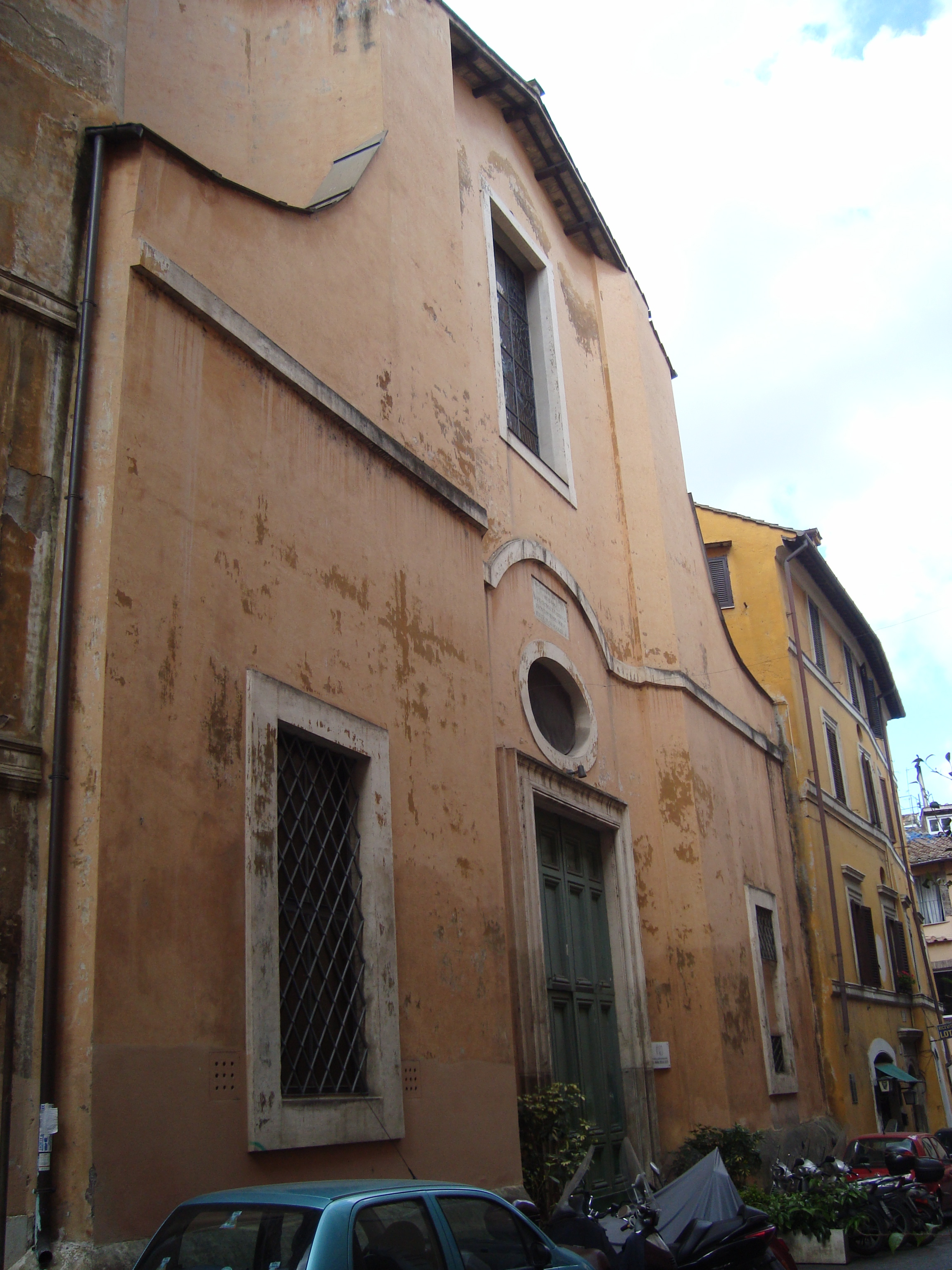
Die Fassade

Santa Maria della Luce, bis in das 18. Jahrhundert San Salvatore della Corte, ist eine Kirche in Rom. Sie ist Kirche der Terziaren des Ordens der Paulaner und weiterer Gemeinschaften. In ihrer heutigen Form entstammt sie einem fast vollständigen Neubau, der in der ersten Hälfte des 18. Jahrhunderts begonnen wurde und 1821 abgeschlossen war.

## Lage und Namensgebung
Die Kirche liegt auf der linken Tiberseite im XIII. römischen Rione Trastevere, etwa 200 Meter südwestlich des Ponte Cestio.
Ursprünglich hieß die Kirche „San Salvatore della Corte“ bzw. „San Salvatore in Corte“ und war Jesus Christus als Erlöser der Welt, lat.: Salvator mundi geweiht. Über den Beinamen „in Corte“ gibt es zahlreiche Vermutungen. Ein Teil der Literatur erklärt das Herkommen des Beinamens mit einer Ableitung von Curia, einem in der Antike nahegelegenen Gerichtsgebäude, andere sehen einen Zusammenhang mit einer römischen Familie de Curtibus. Weitere Erklärungsansätze sind die Herkunft vom römischen Wort für Juden curti – wegen der Beschneidung – und eben einer hier in Trastevere gelegenen jüdischen Kolonie oder die Entlehnung von Cohors, da die von Kaiser Augustus in Trastevere angesiedelte VII. Kohorte der Vigiles in der Nähe ihren Sitz hatte. Als am wahrscheinlichsten gilt aber, dass der Beiname wegen einer besonderen Eigenart der Bebauung in Trastevere entstand: die Häuser wurden bis etwa zur Mitte des 17. Jahrhunderts durchgängig mit kleinen Höfen erbaut, daher leite sich der Name von Cortile, italienisch: Hof, ab. Dafür spricht auch, dass die Kirche nicht die einzige mit einem solchen Zusatz in Trastevere ist bzw. war, es existieren noch weitere Kirchen in diesem Stadtteil mit dem Zusatz de curtibus.
Ihren heutigen Namen erhielt sie nach einem Wunder, das sich 1730 zugetragen haben soll.

## Geschichte und Baugeschichte

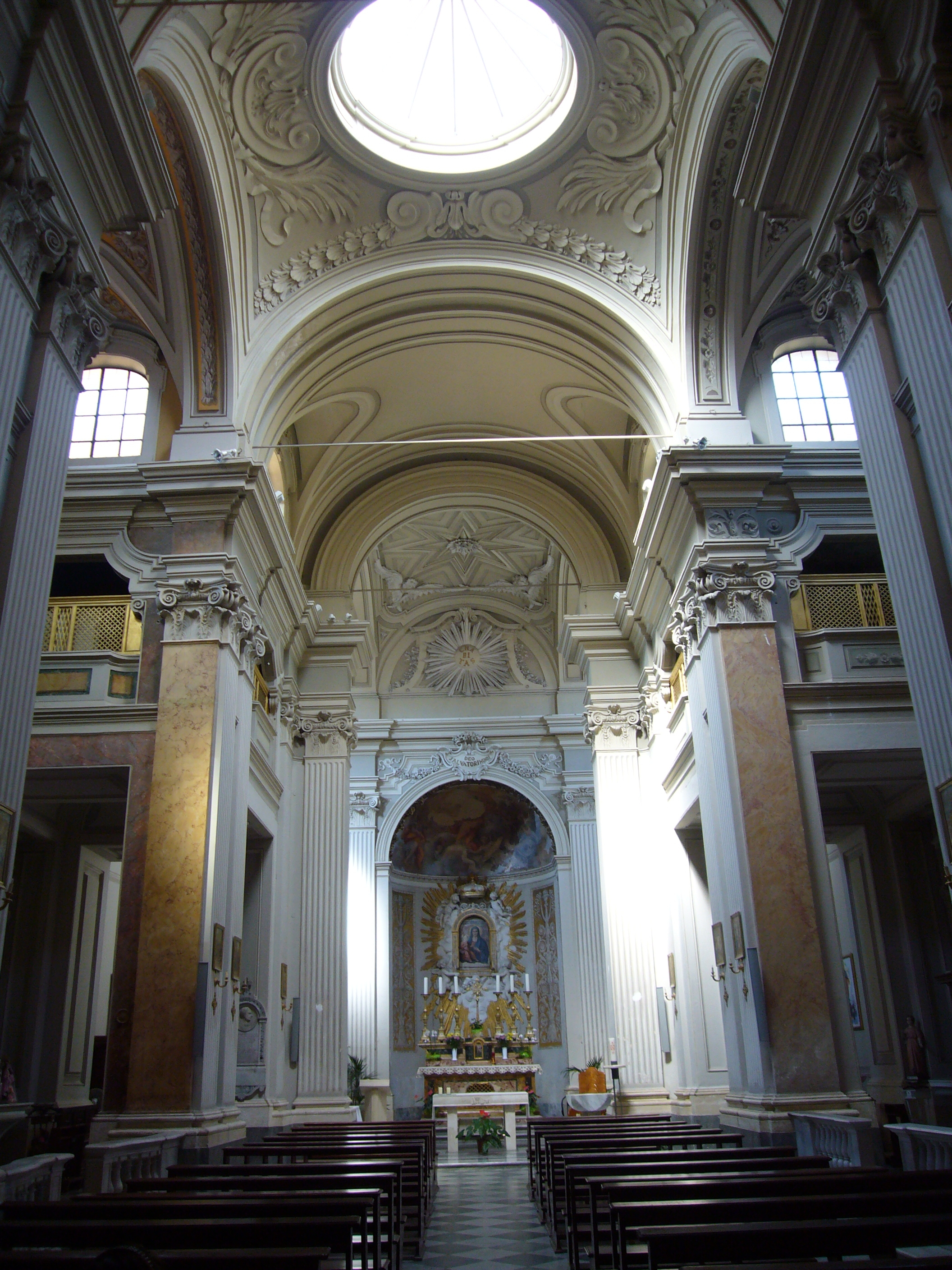
Blick in durch das Mittelschiff zum Hochaltar

Der Legende nach soll im frühen dritten Jahrhundert eine stadtrömische Heilige, die Hl. Bonosa, erstmals an dieser Stelle ein Oratorium eingerichtet haben. Auch ein Zusammenhang mit dem Martyrium des Hl. Pigmenius um die Mitte des 4. Jahrhunderts wird hergestellt. Ein Kirchenbau ist der Urkundenlage nach allerdings erst im 10. Jahrhundert fassbar, etwa im Zeitraum 985 bis 996 erwähnt eine Bulle Papst Johannes XV. einen solchen Bau, die Erwähnung einer Salvatorkirche im Jahr 950 lässt sich nicht sicher dieser Kirche zuordnen. Die Kirche wurde San Crisogono, einer Titelkirche, unterstellt, was in den folgenden Jahrhunderten zu zahlreichen Auseinandersetzungen zwischen den Klerikern der beiden Kirchen führte. Eine Reihe von Päpsten musste dem Klerus von San Crisogono immer wieder ihren Besitz bestätigen, so Urban II., Calixt II., Innozenz II., Lucius II., Hadrian IV., Alexander III. und Lucius III. bzw. die Angehörigen des Klerus von San Salvatore an ihre Pflichten erinnern. Erst 1595 erlangte die Kirche ihre Unabhängigkeit.
Dieser Bau aus dem 12. Jahrhundert war eine dreischiffige Basilika, Vorbild war wohl auch San Crisogono. Die Apsis dieses Vorgängerbaus war bemalt. Von diesem mittelalterlichen Bau sind nur wenige Reste erhalten: Vor allem der Campanile der Kirche stammt noch aus dieser Zeit; auch das Mauerwerk der Apsis wurde bei den Umbauten im 18. Jahrhundert beibehalten.
Am 23. März 1730 soll ein junger Mann an einer Mauer das Fresko der Madonna entdeckt haben, welches ihm und anderen Wunder tat. Die andere Version der Geschichte ist, dass ein Blinder sehend wurde und das Fresko erblickte. Daraufhin soll er „Luce, luce!“ – italienisch für „Licht“ – gerufen haben. Das Bild der Maria wurde mit der Zustimmung Papst Clemens XIII. am 11. August 1730 in die Kirche verbracht. Durch den einsetzenden starken Zustrom an Pilgern entstand der Wunsch, dem Bild einen würdigeren Rahmen zu geben und daher wurde die alte Kirche ab 1730 fast gänzlich niedergelegt und im Stil der Zeit, dem Barock, errichtet. Ausführender Architekt war Gabriele Valvassori. Die Arbeiten waren im Wesentlichen bis 1768 beendet, nur die Vollendung der Fassade zog sich wegen finanzieller Schwierigkeiten bis 1821 hin. Berichte über verschiedene Schäden und Reparaturen oder Erneuerungen sind mehrfach aus dem 19. Jahrhundert bekannt. Die letzte Restaurierung wurde von 1968 bis 1970 vorgenommen; hierbei wurde vor allem der Campanile mit Beton und Eisenstreben gesichert.
Die Kirche ist neben dem Orden Sitz der religiösen Gemeinschaften Apostolato della Preghiera di Padre Pio di Pietralcina, der Gioventù Ardente Mariana und des Movimento Apostolico Ciechi, einer Organisation, die erblindeten Gläubigen hilft.

## Fassade
Die für römische Verhältnisse sehr einfache Fassade ist dreiachsig und zweigeschossig. Die mittlere Achse mit dem eigentlichen Portal ist gegenüber den benachbarten leicht zurückgesetzt. Im unteren Geschoss enthalten die beiden Seiten je ein Rechteckfenster, oberhalb des Portals ist ein querovales Fenster eingefügt. Das glatte Gesims wölbt sich darüber, läuft zu den Seiten hin aber gerade aus. Im Obergeschoss ist in der Mittelachse ein Rechteckfenster eingefügt, die Flanken laufen rundlich aus, es kann sich um eine nicht vollendete Voluten handeln. Der Text der Inschrifttafel oberhalb des querovalen Fensters lautet: DEO SALVATORI DE CURTE AC B(EATEAE) M(ARIAE) V(IRGINI) / BARTHOLOMAEUS CANDUSSI / FRONTEM TEMPLI HUIUS PERFECIT (ANNO) MDCCCXXI und erinnert somit an die Fertigstellung der Fassade 1821. Die Fassade ist, um sie in die sonstige Bebauung einzugliedern, erheblich zur Straße im Verhältnis zur Mittelachse des Langhauses schräggestellt, was im Eingangsbereich zum Vestibül hin sichtbar ist.

## Inneres und Ausstattung

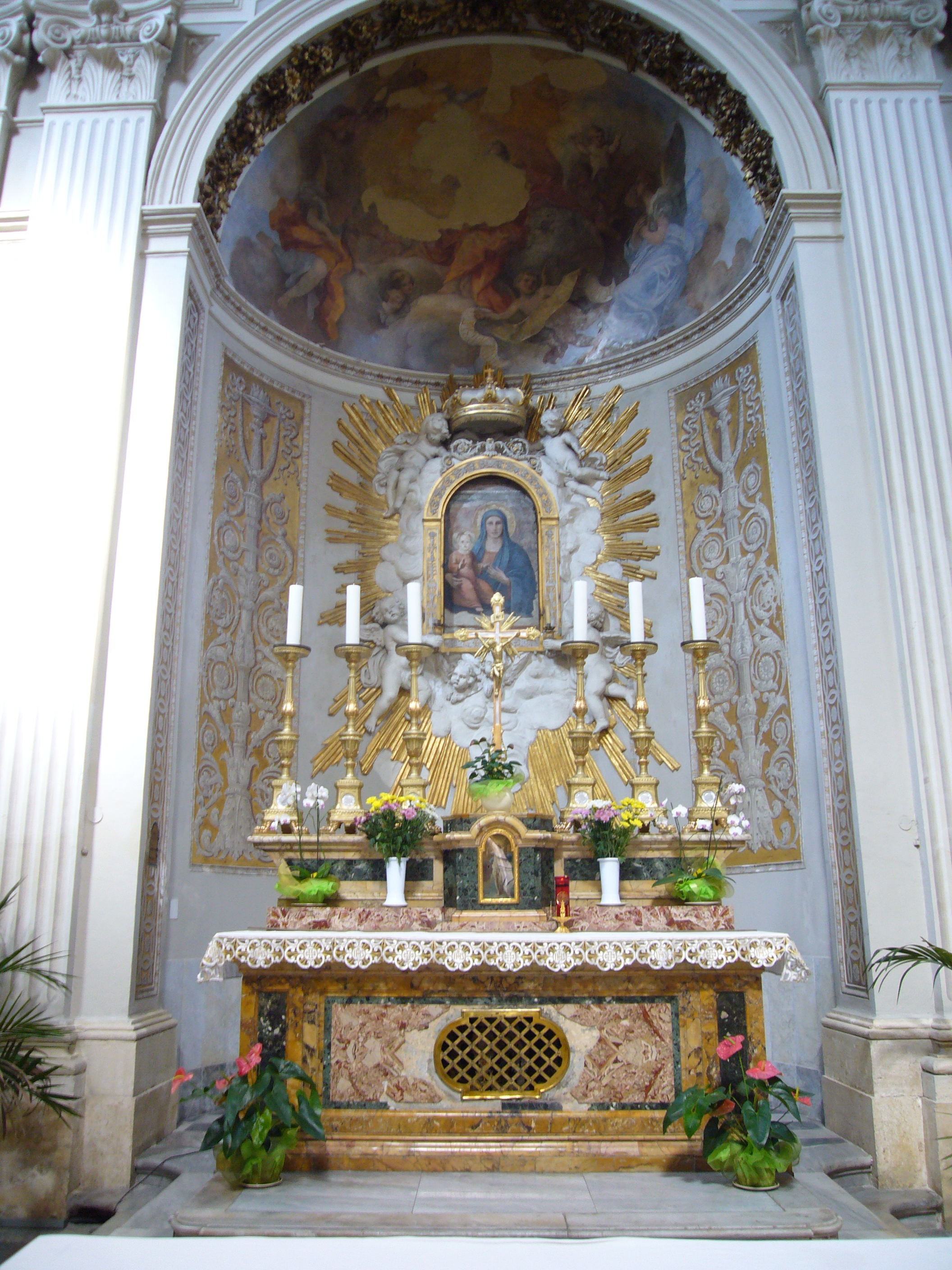
Der Hochaltar mit dem Marienbild in der Apsis dahinter

Die Raumlösung Valvassoris gilt als „interessant“. Tatsächlich ist nicht zu erkennen, ob der Raum einem Zentralbauschema oder eher einer Kirche nach dem Konstruktionsprinzip des Längsraumes folgt, es handelt sich um einen Kompromiss zwischen beiden. Die basilikale Struktur des mittelalterlichen Gebäudes griff Valvassori insoweit auf, als die Kirche drei Schiffe hat; der mittlere Teil des Mittelschiffes hingegen ist eher nach Zentralbauweise gestaltet. Die Grundform der Kirche ist ein griechisches Kreuz. Die Seitenschiffe öffnen sich in flache Kapellen, über der Vierung erhebt sich eine Kuppel. Die Laterne der Kuppel wurde 1891 zerstört, an ihre Strelle trat ein Opäum.
Die Pilaster der Vierungspfeiler wie auch der übrigen Elemente sind nach Kompositordnung gestaltet, nur der Bogen der Apsis sitzt auf Kapitellen toskanischer Ordnung auf, die Kuppelzwickel und die Tonnengewölbe der Joche sind reich stuckiert.
Rechterhand des Vestibüls befindet sich eine kleine Kapelle, möglicherweise die Taufkapelle des Vorgängerbaus. Sie enthält einen Altar aus dem 18. Jahrhundert.
Das Langhaus enthält die Stationen des Kreuzweges, von einem italienischen Künstler 1934 geschaffen. Die zweite Kapelle rechts enthält im Altarblatt eine Arbeit von Giovanni Conca von 1754, dargestellt ist der Tod des Hl. Josef.
Ebenfalls aus dem 18. Jahrhundert stammt der Altar der dritten Kapelle rechts; auch er soll von Valvassori entworfen worden sein.
Die Tribuna ist durch eine Balustrade verschiedenfarbigen Marmors von den Kirchenschiffen abgetrennt. Im Hochaltar, hinter einem kleineren modernen, befinden sich die Reliquien des Pigmenius und der weiteren Märtyrer Pollio und Miles. Er stammt aus dem 18. Jahrhundert und wird Sebastiano Conca zugeschrieben.
In der Apsis befindet sich das als wundertätig betrachtete Fresko mit dem Bild der Maria. Es ist wohl eine römische Arbeit aus dem 15. Jahrhundert, 1730 erneuert und letztmals 1985 restauriert.
Die zweite Kapelle links enthält einen von der römischen Familie Falconieri im 18. Jahrhundert gestifteten Altar; sie ist dem Heiligen Franz von Paola geweiht.
Die Sakristei ist vom linken Seitenschiff aus erreichbar und entstammt ebenfalls dem 18. Jahrhundert. Sie besteht aus zwei Räumen und enthält die Grablege eines Rektors der Kirche, Giuseppe Bragaldi; er starb 1786.